# Cedar Rapids (Iowa)
Cedar Rapids  (/ˈsiːdər ˈræpᵻdz/) è un comune (city) degli Stati Uniti d'America e capoluogo della contea di Linn nello Stato dell'Iowa. La popolazione era di 126 326 abitanti al censimento del 2010, il che la rende la seconda città più popolosa dello stato.

## Geografia fisica

### Territorio
Secondo lo United States Census Bureau, la città ha una superficie totale di 186,66 km², dei quali 183,37 km² di territorio e 3,29 km² di acque interne (1,76% del totale).
La città si trova su entrambe le rive del fiume Cedar, 20 miglia (32 km) a nord di Iowa City e 100 miglia (160 km) a nord-est di Des Moines, la capitale e città più grande dello Stato.

## Storia
L'attuale posizione di Cedar Rapids, un tempo, era il territorio delle tribù dei Fox e dei Sac.
Il primo colono permanente, Osgood Shepherd, arrivò nel 1838. Quando Cedar Rapids venne fondata la prima volta nel 1838, William Stone diede alla città il nome di Columbus. Nel 1841, fu di nuovo fondata da N.B. Brown ed i suoi soci. Diedero alla città il nome di Cedar Rapids a causa delle rapide del fiume Cedar presso il sito, e dal fatto che sul fiume erano presenti molti alberi di cedri rossi che crescevano lungo le sue sponde. Cedar Rapids fu incorporata il 15 gennaio 1849. Cedar Rapids annesse la comunità di Kingston nel 1870.

## Società

### Evoluzione demografica
Secondo il censimento del 2010, c'erano 126 326 abitanti.

### Etnie e minoranze straniere
Secondo il censimento del 2010, la composizione etnica della città era formata dall'87,98% di bianchi, il 5,58% di afroamericani, lo 0,31% di nativi americani, il 2,21% di asiatici, lo 0,12% di oceaniani, lo 0,93% di altre razze, e il 2,87% di due o più etnie. Ispanici o latinos di qualunque razza erano il 3,31% della popolazione.